# Hap Day
Clarence Henry "Happy" Day, född 1 juni 1901 i Owen Sound, Ontario, död 17 februari 1990 i St. Thomas, Ontario, var en kanadensisk professionell ishockeyspelare och ishockeytränare i huvudsak förknippad med Toronto Maple Leafs.

## Karriär

### Spelare
Hap Day inledde ishockeykarriären med Hamilton Tigers i Ontario Hockey Association åren 1922–1924. Säsongen 1924–25 skrev han på som free agent för Toronto St. Patricks i NHL. Day spelade för St. Patricks och efterföljande Toronto Maple Leafs under 13 säsonger i NHL och vann Stanley Cup som spelare för klubben säsongen 1931–32. Under tio raka säsonger åren 1927–1937 var Day lagkapten för Maple Leafs.
Säsongen 1937–38 sålde Toronto Maple Leafs Days spelarrättigheter till New York Americans och han spelade sin sista säsong som aktiv för New York-klubben.

### Tränare
Efter spelarkarriären sadlade Day om till tränare och tog jobbet som Toronto Maple Leafs huvudtränare säsongen 1940–41. Day tränade Maple Leafs under tio säsonger åren 1940–1950 och under hans ledning spelade klubben hem fem Stanley Cup-titlar 1942, 1945, 1947, 1948 och 1949.
1961 valdes Hap Day in i Hockey Hall of Fame.

## Statistik

### Spelare
| 1924–25    | Toronto St. Patricks                         | NHL        | 26  | 10 | 12  | 22  | 27  | —  | — | — | —  | —  |
| 1925–26    | Toronto St. Patricks                         | NHL        | 36  | 14 | 2   | 16  | 26  | —  | — | — | —  | —  |
| 1926–27    | Toronto St. Patricks och Toronto Maple Leafs | NHL        | 44  | 11 | 5   | 16  | 50  | —  | — | — | —  | —  |
| 1927–28    | Toronto Maple Leafs                          | NHL        | 27  | 9  | 8   | 17  | 48  | —  | — | — | —  | —  |
| 1928–29    | Toronto Maple Leafs                          | NHL        | 44  | 6  | 6   | 12  | 85  | 4  | 1 | 0 | 1  | 4  |
| 1929–30    | Toronto Maple Leafs                          | NHL        | 43  | 7  | 14  | 21  | 77  | —  | — | — | —  | —  |
| 1930–31    | Toronto Maple Leafs                          | NHL        | 44  | 1  | 13  | 14  | 56  | 2  | 0 | 3 | 3  | 7  |
| 1931–32    | Toronto Maple Leafs                          | NHL        | 47  | 7  | 8   | 15  | 33  | 7  | 3 | 3 | 6  | 6  |
| 1932–33    | Toronto Maple Leafs                          | NHL        | 47  | 6  | 14  | 20  | 46  | 9  | 0 | 1 | 1  | 21 |
| 1933–34    | Toronto Maple Leafs                          | NHL        | 48  | 9  | 10  | 19  | 35  | 5  | 0 | 0 | 0  | 6  |
| 1934–35    | Toronto Maple Leafs                          | NHL        | 45  | 2  | 4   | 6   | 38  | 7  | 0 | 0 | 0  | 4  |
| 1935–36    | Toronto Maple Leafs                          | NHL        | 44  | 1  | 13  | 14  | 41  | 9  | 0 | 0 | 0  | 8  |
| 1936–37    | Toronto Maple Leafs                          | NHL        | 48  | 3  | 4   | 7   | 20  | 2  | 0 | 0 | 0  | 0  |
| 1937–38    | New York Americans                           | NHL        | 43  | 0  | 3   | 3   | 14  | 6  | 0 | 0 | 0  | 0  |
| NHL totalt | NHL totalt                                   | NHL totalt | 586 | 86 | 116 | 202 | 596 | 51 | 4 | 7 | 11 | 56 |

### Tränare
M = Matcher, V = Vinster, F = Förluster, O = Oavgjorda, P = Poäng
| Team                | Year    | Grundserie | Grundserie | Grundserie | Grundserie | Grundserie | Grundserie | Slutspel                  |
| Team                | Year    | M          | V          | F          | O          | P          | Resultat   | Resultat                  |
| ------------------- | ------- | ---------- | ---------- | ---------- | ---------- | ---------- | ---------- | ------------------------- |
| Toronto Maple Leafs | 1940–41 | 48         | 28         | 14         | 6          | 62         | 2:a i NHL  | Förlorade i första rundan |
| Toronto Maple Leafs | 1941–42 | 48         | 27         | 18         | 3          | 57         | 2:a i NHL  | Vann Stanley Cup          |
| Toronto Maple Leafs | 1942–43 | 50         | 22         | 19         | 9          | 53         | 3:a i NHL  | Förlorade i första rundan |
| Toronto Maple Leafs | 1943–44 | 50         | 23         | 23         | 4          | 50         | 3:a i NHL  | Förlorade i första rundan |
| Toronto Maple Leafs | 1944–45 | 50         | 24         | 22         | 4          | 52         | 3:a i NHL  | Vann Stanley Cup          |
| Toronto Maple Leafs | 1945–46 | 50         | 19         | 24         | 7          | 45         | 5:a i NHL  | –                         |
| Toronto Maple Leafs | 1946–47 | 60         | 31         | 19         | 10         | 72         | 2:a i NHL  | Vann Stanley Cup          |
| Toronto Maple Leafs | 1947–48 | 60         | 32         | 15         | 13         | 77         | 1:a i NHL  | Vann Stanley Cup          |
| Toronto Maple Leafs | 1948–49 | 60         | 22         | 25         | 13         | 57         | 4:a i NHL  | Vann Stanley Cup          |
| Toronto Maple Leafs | 1949–50 | 70         | 31         | 27         | 12         | 74         | 3:a i NHL  | Förlorade i första rundan |
| Totalt              | Totalt  | 546        | 259        | 206        | 81         | 599        |            |                           |